# Lawinenunglück von Hieflau

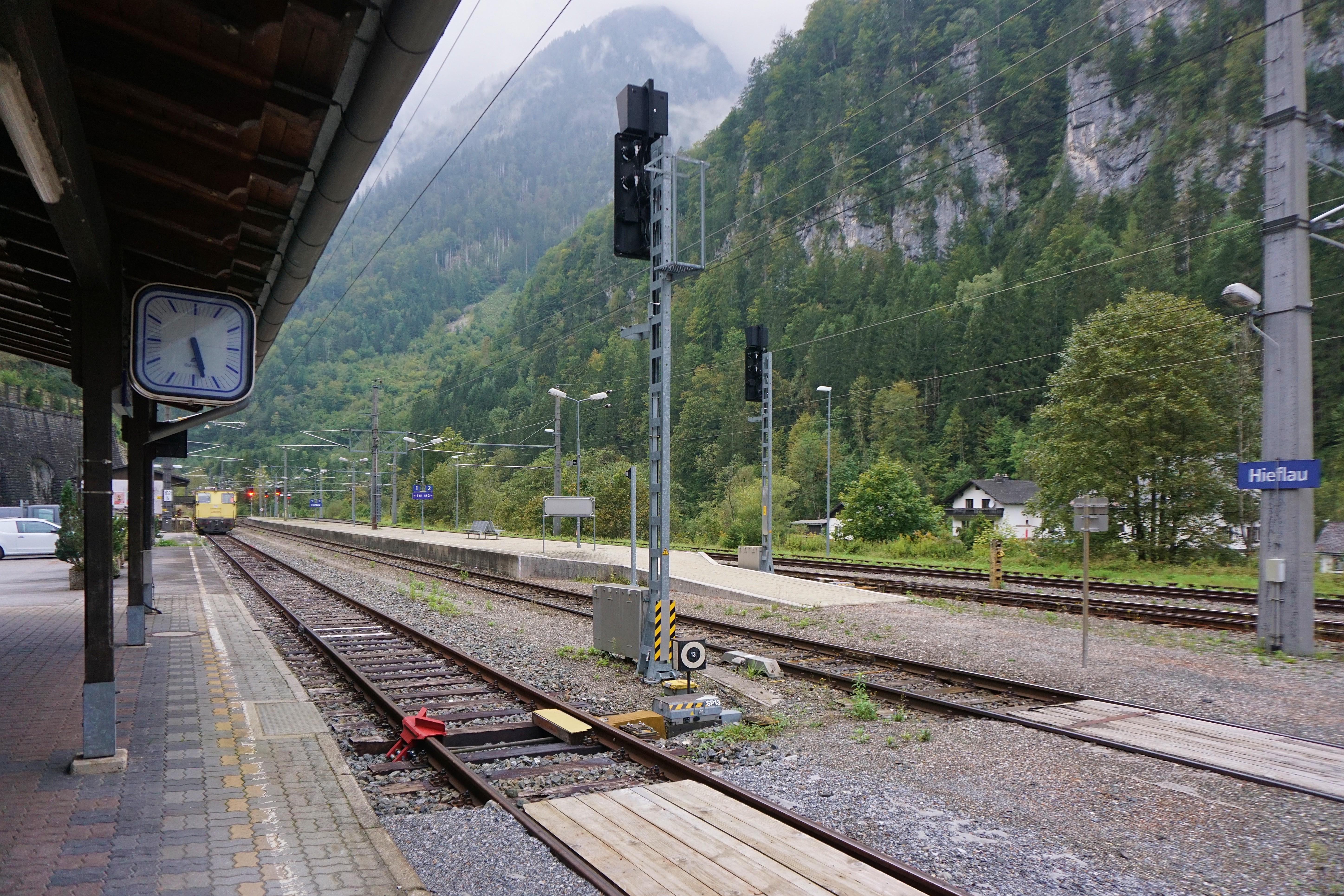
Blick vom Bahnhof Hieflau zum Tamischbachturm im Hintergrund

Das Lawinenunglück von Hieflau ereignete sich am 8. Februar 1924 im westlichen Bereich des Bahnhofs von Hieflau in der Obersteiermark. Eine vom Tamischbachturm abgegangene Lawine verschüttete die Enns, Rudolfsbahn und Straße und forderte sechs Menschenleben.

## Hergang
Die Strecke der Rudolfsbahn in der engen Schlucht des Gesäuses war im Bereich des oberhalb der Enns errichteten Bahnhofs Hieflau aufgrund der dort exponierten Streckenführung immer wieder von Lawinen bedroht, beispielsweise ging am 9. Februar 1888 eine Lawine von 160 Metern Breite ab, welche die Bahn 9 Meter hoch verschüttete. Am 7. Februar 1892 wurde die Strecke hier auf einer Länge von 200 Meter gar 13 Meter hoch verschüttet. Dagegen war eine am 5. Februar 1905 abgegangene Lawine von 100 Metern Breite und einer Verschüttung der Bahnanlagen von 2,5 Metern Höhe relativ gering.
Am 8. Februar 1924 setzten in den gesamten nördlichen Alpen Föhnstürme ein, die nach andauerndem Nassschneefall im Bereich des Tiroler Kühtai, des Erzbergs, des steirischen Ennstales sowie des Salzkammergutes zahlreiche Lawinen auslösten.
Gegen 10:15 oder 10:30 löste sich vom 2035 m hohen Tamischbachturm eine Lawine, die über das Kar des Kalktales etwa 1000 Höhenmeter zu Tal raste und im westlichen Bahnhofsbereich von Hieflau auf den Talboden traf. Im Bahnhofsbereich rangierte gerade die dortige Verschubreserve, eine Lokomotive der Baureihe BBÖ 73, einen aus 15 Kohlewagen bestehenden Zug, während sich auf der dahinter befindlichen Gesäusestraße ein Fuhrwerk befand.
Die Lawine begrub Enns, Bahnanlagen und Straße auf einer Länge von rund 360 Metern unter sich und bedeckte dieses Areal zwischen 15 und 25 Meter hoch mit Schnee. Die Enns wurde aufgestaut und konnte sich erst nach ungefähr einer halben Stunde wieder einen Weg durch die Schneemassen bahnen. Eine sofort einsetzende Hilfsaktion suchte nach den Verschütteten, die aus den Schienen gehobene Lokomotive konnte jedoch erst durch den durch den Schnee aufsteigenden Rauch lokalisiert werden. Die Maschine war schwer beschädigt, unter anderem wurde der Kobelrauchfang abgerissen.
Im zertrümmerten Führerhaus starb die Zugmannschaft, der Lokomotivführer Rosenwirt, der Heizer Medwed sowie der Verschieber Jetzinger. Sie waren erstickt bzw. vom ausströmenden heißen Dampf verbrüht worden. Auch der Lehnenwärter Hölzl, der sich zu diesem Zeitpunkt in diesem Bereich auf einem Dienstgang befand, konnte nur noch tot geborgen werden. Die beiden zum Zeitpunkt des Lawinenabgangs den Bahnhof passierenden Fuhrleute konnten erst Tage später tot aufgefunden werden.
Trotz der Mithilfe des Bundesheeres, Eisenbahnern und freiwilligen Helfern konnte erst nach wochenlanger und aufwändiger Arbeit die Schneemassen am Unglücksort beseitigt sowie der verschüttete Zug geborgen werden. Bei den Aufräumarbeiten war ein weiteres Todesopfer zu beklagen.
Nachdem am 8. April 1924 der Rest des Lawinenkegels abermals die Bahntrasse verlegte, richteten die Österreichischen Bundesbahnen eine bis heute existierende Lawinenwarte ein. Später wurden zusätzlich Lawinenschutzgalerien errichtet.